# دیوی زلکه
دیوی زلکه (آلمانی: Davie Selke؛ زادهٔ ۲۰ ژانویهٔ ۱۹۹۵) یک بازیکن فوتبال اهل آلمان است که در پست مهاجم برای باشگاه فوتبال آر.بی. لایپزیگ در بوندس‌لیگا بازی می‌کند.
از باشگاه‌هایی که در آن بازی کرده‌است می‌توان به وردر برمن اشاره کرد.

## افتخارات

### ملی

#### زیر ۱۹ سال آلمان
- مسابقات زیر ۱۹ سال اروپا: ۲۰۱۴

#### شخصی
- آقای گل مسابقات فوتبال زیر ۱۹ سال اروپا: ۲۰۱۴
- بهترین بازیکن مسابقات فوتبال زیر ۱۹ سال اروپا: ۲۰۱۴